# Villa Il Chiuso
Villa Il Chiuso si trova a Firenze in via dell'Osservatorio, in zona Castello, ai piedi della collina di Quarto.

## Storia
Originariamente appartenne ai Tommasi, per venire alienata nella seconda metà del Quattrocento ai Barbigi, che la tennero fino al 1599 quando andò tramite dote ai Palmezzini. Probabilmente la costruzione dell'edificio odierno risale in larga parte a questo periodo, a parte le due più antiche torri colombarie. Passò poi ai Lambardi, ai Ganucci e, a fine del Settecento, ai Consolini. Nell'Ottocento finì nella tenuta della villa Reale di Castello, tramite lo Scrittoio delle Regie Possessioni. 
Pervenuta poi agli Orsini, all'inizio del secolo passò alla famiglia De' Pazzi, che in epoca recente l'ha fatta suddividere in più unità immobiliari.

## Architettura
Come suggerisce il nome, la proprietà è delimitata sui quattro lati: dalla dimora padronale, dagli edifici della fattoria e dal muro di cinta, con al centro il giardino.
La facciata principale presenta una scala a doppia rampa che porta al portale voltato; ai lati due torri colombarie sono raccordate da un'ariosa loggia.
Un viale rettilineo, in asse col portale, porta al giardino all'italiana, con le tipiche aiuole geometriche delimitate da siepi di bosso, e al cancello; da qui anticamente la strada attraversava i campi fino alla strada pubblica.